# Alegeri în Elveția
Elveția alege la nivel național un șef de stat- Consiliul Federal – și o legislatură. Adunarea Federală (Bundesversammlung/Assemblée fédérale/Asamblea Federale/Assemblea Federala) are două camere.Consiliul Național (Nationalrat/Conseil National/Consiglio Nazionale/Cussegl Naziunal) are 200 de membri, aleși pentru 4 ani prin reprezentare proporțională în circumscripții multi-scaune, cantoane.Consiliul statelor (Ständerat/Conseil des Etats/Consiglio degli Stati/Cussegl dals Stadis) are 46 membri, aleși pentru patru ani în 20 circumscripții multi-scaun și în 6 circumscripții singulare, care echivalează cu 26 de cantoane, respectiv jumătate de cantoane. Unul dintre membrii Consiliului Federal a luat pentru o perioadă de un an titlul onorific de Președinte al Confederației. Elveția are un sistem pluripartidic, cu numeroase partide.O caracteristică unică în lume a Elveției este aceea că toți executivii, de la nivelul federal, la cel municipal, sunt aleși prin reprezentare proporțională: în acest fel/ pe această cale partidele politice sunt automat puse în coaliții guvernele.